# アステロイド・シティ
『アステロイド・シティ』（原題：Asteroid City）は、2023年のアメリカ合衆国のコメディ映画。ウェス・アンダーソン監督・脚本。

## 概要
本作品は、1950年代のアメリカ合衆国を舞台に、舞台劇『小惑星の町』の中で起こる群像をテレビ番組として放送する劇中劇として描く映画。同監督の長編映画11作目であり、第76回カンヌ国際映画祭コンペティション部門に出品された。
イギリス国内における先行公開3日間では、1劇場当たり13.2万ドルの好成績で『ラ・ラ・ランド』以来の最高記録を樹立し、拡大公開後初週の週末成績では、アンダーソン作品史上最高記録をも達成した。
以下、舞台劇内の配役名は〔　〕で記す。

## あらすじ
暗がりのテレビスタジオは21時、今宵のホストは、番組のために制作した舞台劇『アステロイド・シティ（小惑星の町）』の制作背景を紹介するという。
架空の街・人物や空想のテキストで、スタジオセットの奥でタイプライターに向かう男は、今や時の人となった劇作家である。舞台劇の場面カットごとにも語られた背景には、主演が自身の役の行動に理由を求め、執筆に悩む劇作家は、ある演劇ゼミに登壇することもあった。紆余曲折を経たこの舞台劇は、ターキントン・シアターにて、完成した脚本を握る劇作家を中心に読み合わせの日を迎える。主役は戦場カメラマンの〔オーギー〕、1955年9月、砂漠地帯を描いた背景、再現された汽笛を耳に、照明の調整を指示し、主たる関係者らに劇中のイメージを促した。
第1幕は、金曜日の朝。不調の自動車を運転する〔オーギー〕は、14歳にして秀才の息子・〔ウッドロウ〕が出席する「ジュニア宇宙科学大会」に同行すべく、幼い3姉妹も連れ立ってネバダ州の片田舎を訪れる。約5000年前の隕石によるクレーターを観光資源とし、近辺では核実験も行われる辺鄙な地だった。滞在するモーテルには、表彰予定の名誉ある5人の家族らが続々と揃い、中には、娘に伴った有名女優までも現れる。賑やな周囲の反面、沈痛な面持ちの〔オーギー〕は、闘病中の妻が3週間前には死した事実を4兄妹へ明かした。大会初日の昼の部に表彰式も終え、表彰者の語らいに距離を置く〔ウッドロウ〕だったが、特に女優の娘は心を寄せる。この母子とは隣室でもあり、一方の〔オーギー〕は、朝に隠し撮りした現像結果を確認してもらう。そして、夜の部、クレーターの中から天体観測が催されると、頭上に飛来する物体を目に、参加者らは唖然とした。降り立つ〔宇宙人〕は展示品の隕石に手を伸ばし、みすみす奪われてしまうが、〔オーギー〕はこのシャッターチャンスを逃さなかった。
第2幕は、〔宇宙人〕と遭遇した翌日。軍に包囲され、厳戒体制に見えたモーテル内の情報統制は甘く、〔オーギー〕は事前に写真を郵送済み、表彰者らも学校新聞へと流出させたことが発覚する。モーテルの隅で、3姉妹が母の遺灰を埋め、祖父から説得を受ける頃、〔ウッドロウ〕は、女優の娘と親密さを増し、一方の〔オーギー〕は、この関係が娘に知られたという女優の言葉に、つい自分の手を焼いてしまった。
第3幕は、更に1週間後。果たして、隕石は奪われたのだろうか。観光客が押し寄せるモーテルの包囲外では、UFO飛来の興奮が見て取れ、再び招集されたクレーターの中、元帥は封鎖解除を報じる。喜びに包まれたのも束の間、持ち去られた隕石が再来したUFOから落とされた。包囲継続のアナウンスに、限界の参加者らは忽ちに暴動が起こる。
ふと、〔オーギー役〕にのめり込む主演は、この騒乱を目に、平静に戻ってしまう。付け髭を毟り取り、舞台セットの裏へ駆け込むと、演出家に正解を問う。風にあたるべく劇場のバルコニーに出れば、向かいで休憩を取る女優は、〔オーギーの妻役〕であった。カットされてしまったが、死にゆく愛妻との会話は、主演の頭にも残っている。劇作家が登壇した演劇ゼミで、かつて生徒に混ざった実演の答えは何だったか。劇作家が眠りを書きたがったあの答えは、「目覚めたければ眠れ」。
舞台劇は続き、「エピローグ」は騒乱の翌朝。寝坊した〔オーギー〕が窓を開けると、隣室は清掃中である。深夜には解放が決定するや、家族以外は皆、早朝に発っていた。科学大会最優秀者は〔ウッドロウ〕に決まり、どさくさ紛れに受け取った奨学金の小切手を見せる。幼い3姉妹の主張に折れ、妻の遺灰は埋まったまま。子どもたちを義父に預ける〔オーギー〕の考えは改まり、この一家も帰路に着いていく。

## 登場人物
※ 括弧内は日本語吹替。

### テレビスタジオ
ホスト（host）
演 - ブライアン・クランストン、吹替 - 牛山茂
テレビ番組の司会者。

### 劇中の制作サイド
コンラッド・アープ
演 - エドワード・ノートン、吹替 - 中村章吾
伝説の劇作家。
舞台劇『小惑星の町』の初日公演から半年後に事故死。
シューベルト・グリーン（旧姓：グルジョウゾフスキー）
演 - エイドリアン・ブロディ、吹替 - 高橋大輔
舞台演出家。
ポリー・グリーン
演 - ホン・チャウ
シューベルトの妻。
ソルトツブルク・キーテル
演 - ウィレム・デフォー、吹替 - 飛田展男
尊敬される演技教師。
エイリアンの操り人形師
演 - キム・キュークレール

### 劇中劇『小惑星の町』
ジョーンズ・ホール〔オーギー・スティーンベック〕
演 - ジェイソン・シュワルツマン、吹替 - 落合弘治
戦場カメラマンでありウッドロウの父。
〔ウッドロウ〕
演 - ジェイク・ライアン、吹替 - バトリ勝悟
オーギーの息子であり、スタンリーの孫、そしてジュニアスターゲイザー賞受賞者。
〔スタンリー・ザック〕
演 - トム・ハンクス、吹替 - 江原正士
オーギーの義父。
メルセデス・フォード〔ミッジ・キャンベル〕
演 - スカーレット・ヨハンソン、吹替 - 浅野まゆみ
女優でありダイナの母。
〔ダイナ・キャンベル〕
演 - グレース・エドワーズ、吹替 - 白石涼子
ミッジの娘であり、ジュニアスターゲイザー賞受賞者。
〔グリフ・ギブソン将軍〕
演 - ジェフリー・ライト、吹替 - 相沢まさき
ジュニアスターゲイザー賞の主催者。
〔ヒッケンルーパー博士〕
演 - ティルダ・スウィントン、吹替 - 勝生真沙子
地元の天文台の科学者。
〔J・J・ケロッグ〕
演 - リーヴ・シュレイバー、吹替 - 鷲見昂大
ジュニアスターゲイザー賞受賞者の父。
〔クリフォード〕
演 - アリストゥ・ミーハン、吹替 - 浜田洋平
JJの息子であり、ジュニアスターゲイザー賞受賞者。
〔サンディ・ボーデン〕
演 - ホープ・デイヴィス、吹替 - 小林さとみ
ジュニアスターゲイザー賞受賞者の母。
〔ロジャー・チョー〕
演 - スティーヴン・パーク、吹替 - 清水優譲
ジュニアスターゲイザー賞受賞者の父。
〔リッキー〕
演 - イーサン・ジョシュ・リー、吹替 - 高野憲太朗
ロジャーの息子であり、ジュニアスターゲイザー賞受賞者。
〔モンタナ〕
演 - ルパート・フレンド、吹替 - 小杉十郎太
ジューンに興味を示すカウボーイ
〔ジューン・ダグラス〕
演 - マヤ・ホーク、吹替 - 清水理沙
モンタナに興味を示す教師。
〔モーテルの支配人〕
演 - スティーヴ・カレル、吹替 - 飛田展男
〔メカニック〕
演 - マット・ディロン、吹替 - 小杉十郎太
〔妻〕
演 - マーゴット・ロビー、吹替 - 白石涼子
〔ギブソン将軍の副官〕
演 - トニー・レヴォロリ
〔エイリアン〕
演 - ジェフ・ゴールドブラム、吹替 - 牛山茂
〔探偵1〕
演 - フィッシャー・スティーヴンス
〔シェリー〕
演 - ソフィア・リリス、吹替 - 梁純夏
〔ウェザーフォード夫人〕
演 - リタ・ウィルソン
〔ラーキングス幹部〕
演 - ボブ・バラバン
〔カウボーイ〕
演 - ジャーヴィス・コッカー
〔カウボーイ〕
演 - スー・ホルヘ
〔ウェイトレス〕
演 - ディアナ・デュナガン

## 作品評価
本作品は、第76回カンヌ国際映画祭コンペティション部門に出品されると、6分間のスタンディング・オベーションで讃えられた。イギリスのガーディアン紙からは、「ウェス・アンダーソンが描く1950年代のSFは、純粋なスタイルの勝利であり、爽快である」と高評価を受けるなど、各所で絶賛される一方で、「映像的に楽しいが、物語としてやや浅薄」という声が目立つともされる。
| 映画賞                                        | 授賞式        | 部門       | 対象                     | 結果       | 出典          |
| --------------------------------------------- | ------------- | ---------- | ------------------------ | ---------- | ------------- |
| 第6回ハリウッド批評家協会ミッドシーズン映画賞 | 2023年6月30日 | 作品賞     | 『アステロイド・シティ』 | ノミネート | [ 11 ] [ 12 ] |
| 第6回ハリウッド批評家協会ミッドシーズン映画賞 | 2023年6月30日 | 脚本賞     | ウェス・アンダーソン     | ノミネート | [ 11 ] [ 12 ] |
| 第6回ハリウッド批評家協会ミッドシーズン映画賞 | 2023年6月30日 | 助演女優賞 | スカーレット・ヨハンソン | ノミネート | [ 11 ] [ 12 ] |